# Campeonato europeo de hockey sobre patines masculino de 1929
El IV Campeonato europeo de hockey sobre patines masculino de 1929 se celebró en Montreux (Suiza) del 29 de marzo al 1 de abril de 1929. Fue organizado por el Comité Europeo de Hockey sobre Patines. La selección de Inglaterra ganó su cuarto título.

## Equipos participantes
|            |
| Inglaterra |
| Francia    |
| Alemania   |
| Suiza      |
| Bélgica    |
| Italia     |

## Resultados
|            | Bandera de Inglaterra | Bandera de Italia | Bandera de Francia | Bandera de Alemania | Bandera de Suiza | Bandera de Bélgica |
| ---------- | --------------------- | ----------------- | ------------------ | ------------------- | ---------------- | ------------------ |
| Inglaterra |                       |                   |                    |                     |                  |                    |
| Italia     | 2-6                   |                   |                    |                     |                  |                    |
| Francia    | 3-6                   | 1-1               |                    |                     |                  |                    |
| Alemania   | 1-7                   | 4-5               | 4-3                |                     |                  |                    |
| Suiza      | 2-2                   | 2-4               | 0-6                | 4-4                 |                  |                    |
| Bélgica    | 0-2                   | 1-2               | 0-9                | 3-4                 | 1-9              |                    |

## Clasificación
| Equipo     | Pts | PJ | PG | PE | PP | GF | GC | DG  |
| ---------- | --- | -- | -- | -- | -- | -- | -- | --- |
| Inglaterra | 9   | 5  | 4  | 1  | 0  | 23 | 8  | +15 |
| Italia     | 7   | 5  | 3  | 1  | 1  | 14 | 14 | 0   |
| Francia    | 5   | 5  | 2  | 1  | 2  | 22 | 11 | +11 |
| Alemania   | 5   | 5  | 2  | 1  | 2  | 17 | 22 | -5  |
| Suiza      | 4   | 5  | 1  | 2  | 2  | 17 | 17 | 0   |
| Bélgica    | 0   | 5  | 0  | 0  | 5  | 5  | 26 | -21 |